# レフュリオ郡 (テキサス州)
レフュリオ郡（レフュリオぐん、英: Refugio County、[rəˈfjʊəri.oʊ] ( 音声ファイル) re-fury-oh）は、アメリカ合衆国テキサス州の南東部に位置する郡である。2010年国勢調査での人口は7,383人であり、2000年の7,828人から5.7%減少した。郡庁所在地はレフュリオ（人口2,890人）であり、同郡で人口最大の都市である。郡名はスペインの伝道所ヌエストラ・セニョーラ・デル・レフヒオに因んで名付けられた。

## 地理
アメリカ合衆国国勢調査局に拠れば、郡域全面積は819平方マイル (2,120 km2)であり、このうち陸地770平方マイル (1,995 km2)、水域は49平方マイル (125 km2)で水域率は5.92%である。

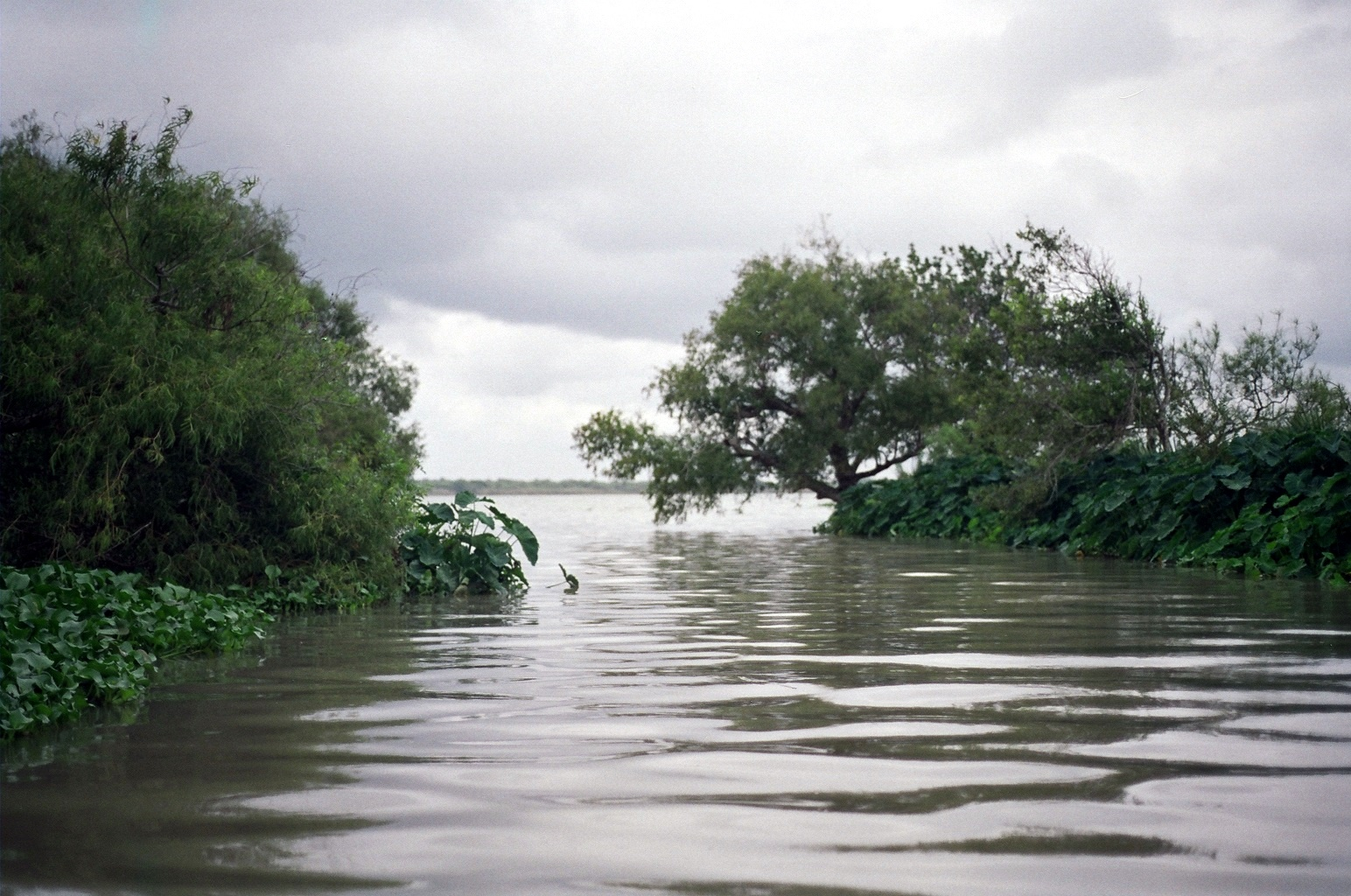
グアダルーペ河口

### 主要高規格道路
- アメリカ国道77号線
- アメリカ国道183号線
- テキサス州道35号線
- テキサス州道239号線

### 隣接する郡
- ビクトリア郡 - 北
- カルフーン郡 - 北東
- アランサス郡 - 南東
- サンパトリシオ郡 - 南
- ビー郡 - 西
- ゴリアド郡 - 北西

### 国立保護地域
- アランサス国立野生生物保護区（部分）

## 人口動態
以下は2000年の国勢調査による人口統計データである。
| 基礎データ - 人口: 7,828人 - 世帯数: 2,985 世帯 - 家族数: 2,176 家族 - 人口密度: 4人/km2（10人/mi2） - 住居数: 3,669軒 - 住居密度: 2軒/km2（5軒/mi2） 人種別人口構成 - 白人: 80.22% - アフリカン・アメリカン: 6.77% - ネイティブ・アメリカン: 0.56% - アジア人: 0.29% - 太平洋諸島系: 0.05% - その他の人種: 10.42% - 混血: 1.67% - ヒスパニック・ラテン系: 44.58% 年齢別人口構成 - 18歳未満: 26.1% - 18-24歳: 7.4% - 25-44歳: 25.9% - 45-64歳: 24.0% - 65歳以上: 16.6% - 年齢の中央値: 39歳 - 性比（女性100人あたり男性の人口） - 総人口: 95.8 - 18歳以上: 92.4 | 世帯と家族（対世帯数） - 18歳未満の子供がいる: 31.6% - 結婚・同居している夫婦: 55.1% - 未婚・離婚・死別女性が世帯主: 12.8% - 非家族世帯: 27.1% - 単身世帯: 24.6% - 65歳以上の老人1人暮らし: 11.5% - 平均構成人数 - 世帯: 2.59人 - 家族: 3.07人 収入と家計 - 収入の中央値 - 世帯: 29,986米ドル - 家族: 36,162米ドル - 性別 - 男性: 29,667米ドル - 女性: 16,565米ドル - 人口1人あたり収入: 15,481米ドル - 貧困線以下 - 対人口: 17.8% - 対家族数: 14.3% - 18歳未満: 24.2% - 65歳以上: 16.3% |

## 都市と町
- レフュリオ - 郡庁所在地
- オーストウェル
- ベイサイド
- ティボリ、未編入の町
- ウッズボロ